# كوداماتسو (ياماغوتشي)
مدينة كوداماتسو (بالإنجليزية: Kudamatsu)‏ هي أحد المدن التابعة لمحافظة ياماغوتشي. تأسست رسميًا في 03/11/1939. ويقدر عدد سكانها بـ 54026 نسمة حسب تقدير مكتب الإحصاء الياباني لعام 2012. تبلغ مساحة كوداماتسو 89.36 كم2. بكثافة سكانية تبلغ 605 نسمة/كم2.

## أعلام
- ميتسيوكي يوشيهيرو